# Луций Абурний Север
Луций Абурний Север (лат. Lucius Aburnius Severus) — римский военачальник первой половины II века.
Выходец из всаднического сословия, Север происходил из города Гераклея-на-Сальбаке в провинции Азия. Согласно сведениям двух военных дипломов, в период со 145 по 146 год Луций Абурний возглавлял I Испанскую алу ареваков, которая в тот период дислоцировалась в провинции Верхняя Паннония.